# Het Urkerland
Het Urkerland is het lokale nieuwsblad van Urk met ruim 6000 abonnees. Het verschijnt twee keer per week, op maandag en donderdag.
Op vrijdag 25 mei 1945 verscheen het eerste nummer. De redactie werd gevormd door K.H. van Urk (onderwijzer) en H. Brouwer (directeur Gemeentelijk Electrisch Bedrijf), terwijl R.P. Kale (aannemer) de administratie van de nieuwe krant voor zijn rekening nam. Mannen achter de schermen waren burgemeester Keizer en dominee Spijker. Met elkaar vormden ze de Perscommissie Urk en zij vonden in Drukkerij Zalsman in Kampen een partner die de productie kon verzorgen.

## Oorsprong naam
Het Urkerland, dat als ondertitel Christelijk Nationaal Weekblad had gekregen, was aanvankelijk bedoeld als meer dan een lokale krant. Net na de oorlog was Urkerland nog de waarschijnlijke naam voor de nieuwe polder en daarop vooruitlopend was de naam dus een strategische keuze, want de krant zou dan ook meteen de nieuwe polderkrant kunnen gaan worden. De naam werd uiteindelijk Noordoostpolder en Het Urkerland was en bleef alleen een krant voor Urk.